# Maison de Toullon
La maison de Toullon était l'une des plus anciennes familles de Lorraine et appartenait à ce qu'on appelait l' « ancienne chevalerie ».

## Toponymie et patronymie
Il est fréquent de lire Toulon dans les références disponibles, toutefois les plus anciennes mentionnent plus souvent Toullon.
Elle tire (ou donne) son nom de la colline de Toullon à Sivry.

## Origine

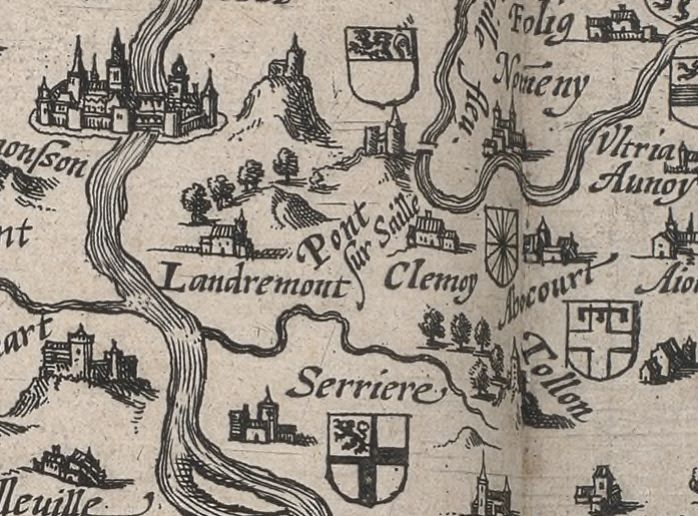
Extrait de la carte Description de la Haulte et Supérieure Lorraine montrant le site de "Tollon"

Au Moyen Âge, le mont Toullon se trouvait entre les territoires de trois princes (Salm, Habsbourg et Saint-Empire). Ce mont est une colline avec un remarquable poste d'observation sur la vallée du Saulnois (Delme, Château-Salins, etc.) et la vallée de la Natagne (Sivry, Belleau, etc.), une famille seigneuriale y bâtit un château. Ce mont portait autrefois leur nom :
Riquier Bisnes, chevalier de Toullon (vivait en 1195) ;
Aubers ou Albert de Toullon (vivait en 1305) ;
X.... de Toullon, époux de Marguerite de Faulquemont, (ou Ficquelmont ?) seigneur de Port (Pont ?)-sur-Seille, une fille Cunégonde ;
Jehan de Toullon (vivait en 1446, banni en 1486) ;
………..de Toullon  petit-neveu de Jehan de Toullon (vivait en 1524)

La famille de Toullon avait un caveau de famille à Nomeny, ainsi que le précise H Lepage :
« Par lettres datées du 1er octobre 1470, Jean de Toullon, chevalier, voué de Nomeny, fonde une messe à perpétuité, tous les lundis, pour le repos de son âme, de celle de son épouse et de tous ses prédécesseurs qui sont ensevelis en la chapelle Saint-Jean de l'église de Nomeny, et il assigne, pour cette fondation, le gagnage qu'il a en la ville de Han-sur-Seille » 

## Châteaux

### DeSivry
La maison seigneuriale des sires de Toullon (Meurthe-et-Moselle)
Cette demeure appartient aux voués de Metz, les sires de Toullon, qui ne résidaient pas au château proprement dit. Cet Hôtel ne doit pas être confondu avec une autre habitation seigneuriale, près de l'église paroissiale, que les textes qualifient de "Cour de Serrières" puisque ces derniers seigneurs héritent d'une résidence bâtie en 1357 par les sires de Fay.

### DeThézey-Saint-Martin
Possession des comtes de Salm, la terre est inféodée en 1276 aux sires de Chérisey qui y édifient une maison forte peut-être avant 1420 et sans doute en 1453, date de vente à Jean de Toullon. Lors de la conquête bourguignonne, le voué de Nomeny se rallie à Charles le Téméraire; après la bataille de Nancy en 1477, René II confisque cette terre et l'octroi à Jean de Bauldre. À la mort de ce dernier, le petit-neveu de Jean de Toullon réclame la restitution du site, et il obtient gain de cause en 1524.

### De Haute-Pierre àMoyenmoutier
La première mention de ce château remonte à la fin du XIIe siècle; il est alors entre les mains d'Albert de Parroye. À la fin du XIIIe siècle, il est partagé en 2 entre Jean, avoué de Nomeny, et Renaud de Neufchâtel, maris respectifs des deux filles de Liébaut de Haute-Pierre, descendant d'Albert de Parroye, sire de Haute-Pierre. Au XIVe siècle, la majeure partie passe à Aubert et Liébaut de Nomeny fils de Jean en vertu du testament de leur mère. Les successions s'enchaînent et le château passe dans le sillage des seigneurs de Toullon puis, en 1595, il est morcelé entre les seigneurs de Savigny, Lenoncourt, Fléville, Haussonvile et Raigecourt

## Titres et possessions
Dès 1242 Jean de Toul(l)on dut céder  la moitié de son château au comte de Bar (Thiébaut II). Ce dernier fit garder le château par des vassaux qui avaient des territoires aux environs (Morey, Fossieux et Serrière) et les autorisa à construire des habitations dans l'enceinte du château. En 1399 le Duc de Bar en fit don à son fils Edouard. Le premier voué de Nomeny fut Jean de Toullon. Sa famille présida aux destinées de cette ville jusqu’au temps de Charles le Téméraire
La famille de Toullon est citée comme bénéficiaire ou donateur de rentes sur les terres suivantes :
- Confirmation de la donation de l’alleu de Gircourt, faite à l’abbaye de Chaumousey en 1195 par Riquier Bisnes, chevalier de Toullon[9]
- En 1305, la seigneurie de Colombey fut acquise par un nommé Albert ou Aubers de Toullon qui acheta à Jean de Blainville tout ce qu'il y avait à Allain et Colombey[10]
- En 1334 à la mort de Liébaud de NOMENY, la forteresse de la Haute-Pierre échoit à la famille de Toullon qui conservera la place jusqu'à la fin du Moyen Âge.
- Jean de Toullon le 12 janvier 1446 - Ville  d'Andillier (Andilly) , pour 50 % des terres, seigneurie, juridiction et appartenance antérieurement à Jean d'Orne, époux d'Agnès du Châtelet[2] pour 170 florins.
- Jean de Toullon , voué de Nomeny, Seigneur de Morey et de Thézey .Le 19 août 1453, Christophe de Chérisey vend à Jean de Toullon les maisons forte, terres et seigneurie de Thézey, ses appartenances et dépendances avec une rente annuelle de vingt six gros sur le ban d'Alaincourt, le tout pour 133 francs." [10]

Pour ne pas avoir choisi le bon camp, lors de l'affaire des Ducs de Bourgogne, la famille de Toullon s'éteignit des privations faites par les autres seigneurs du parti gagnant  :
«Jean de Toullon se qualifiait chevalier, seigneur de Morey (2) et Taisey (3), voué de Nomeny. Après sa victoire (5 janvier 1477), le duc René II fit saisir les biens de cet ennemi : ceux de Nomeny et Taisey furent donnés à Jean de Baud(r)e, le 22 septembre 1477 (4). En 1486, par sentence prononcée à Pont-à-Mousson, Jean de Toullon fut, sous l'inculpation de félonie, condamné au bannissement.»

## Armoiries
« "D'azur à la croix d'argent, brisée d'un lambel à trois pendants de gueules". »
Le blason est utilisé par la commune de Sivry depuis 1986.